# Promachus rufipes
Promachus rufipes är en tvåvingeart som först beskrevs av Fabricius 1775.  Promachus rufipes ingår i släktet Promachus och familjen rovflugor. Inga underarter finns listade i Catalogue of Life.

## Bildgalleri

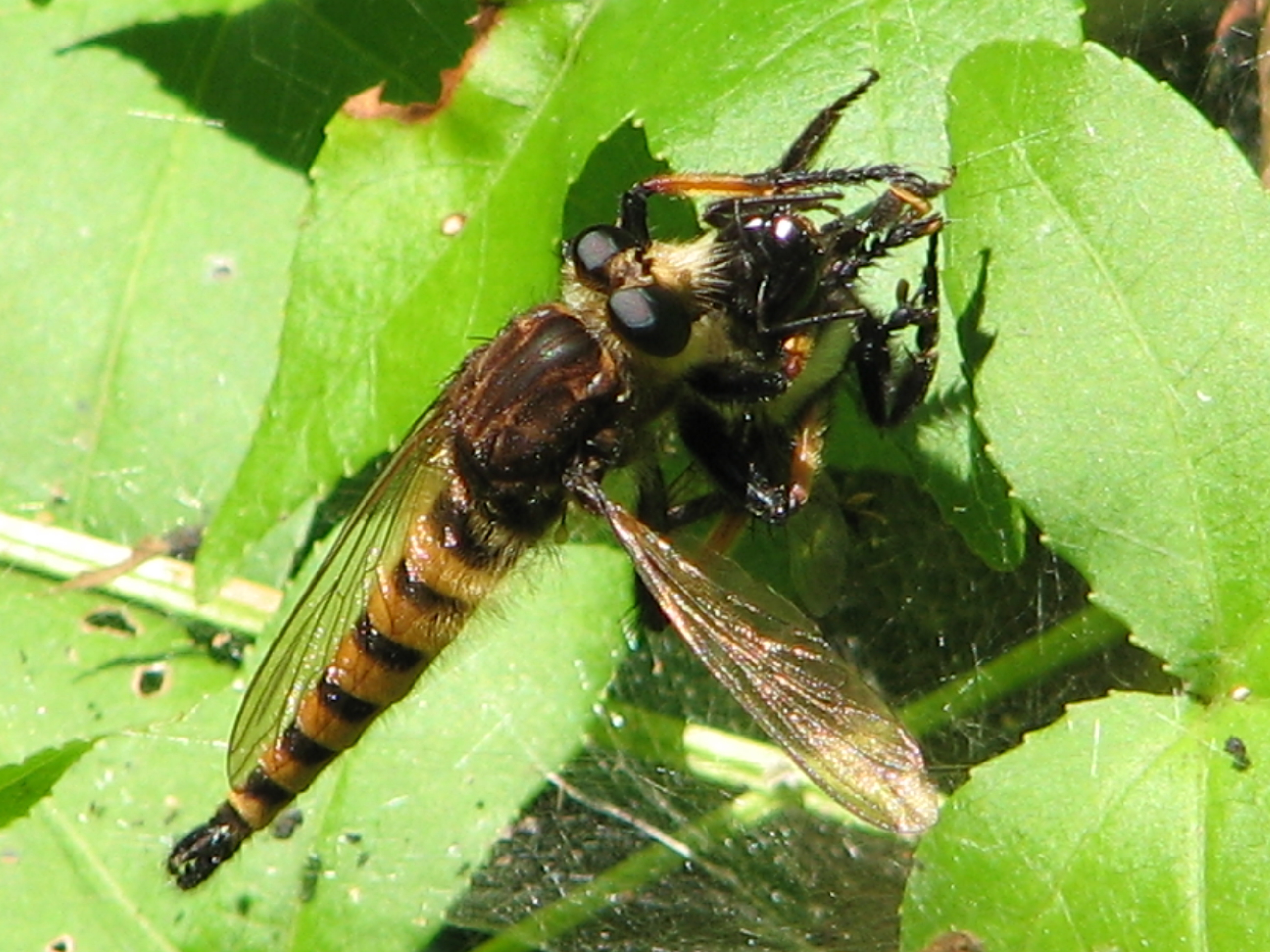